# Malacochersus tornieri
Malacochersus tornieri је гмизавац из реда корњача и фамилије Testudinidae. 

## Угроженост
Ова врста се сматра рањивом у погледу угрожености врсте од изумирања.

## Распрострањење
Врста има станиште у Кенији и Танзанији.

## Станиште
Врста Malacochersus tornieri има станиште на копну.